# 4851 Водоп'янова
4851 Водоп'янова (4851 Vodopʹyanova) — астероїд головного поясу, відкритий 26 жовтня 1976 року.
Тіссеранів параметр щодо Юпітера — 3,360.